# 鄭邦福
鄭邦福（1541年—1594年），字洪疇，號鐵耕，江西廣信府上饒縣人，民籍，明朝政治人物。

## 生平
隆慶四年（1570年）庚午科江西鄉試第二十名舉人，隆慶五年（1571年）聯捷辛未科會試第一百五十七名，二甲第二十八名進士。工部觀政，授雲南嵩明州知州，萬曆五年（1577年）升工部都水司员外郎，六年丁憂歸。十三年复除刑部员外郎，恤刑湖广，十六年官刑部廣西司郎中。萬曆十八年（1590年）四月升福建副使，二十一年三月升廣東右參政，二十二年六月升南京太僕寺少卿，卒于赴任道中。

## 家族
曾祖鄭道同；祖父鄭福周；父鄭寍，母婁氏。具慶下。